# Tiri (Estland)
Tiri is een plaats in de Estlandse gemeente Võru vald, provincie Võrumaa. De plaats heeft de status van dorp (Estisch: küla).
De plaats lag tot in oktober 2017 in de gemeente Lasva. In die maand ging de gemeente op in de gemeente Võru vald.

## Bevolking
De ontwikkeling van het aantal inwoners blijkt uit het volgende staatje:
| Jaar            | 2000 | 2010 | 2011 | 2017 | 2019 | 2021 |
| --------------- | ---- | ---- | ---- | ---- | ---- | ---- |
| Aantal inwoners | 18   | 12   | 5    | 6    | 7    | 7    |

## Ligging
Tiri ligt ten zuiden van de spoorlijn Valga - Petsjory, die alleen nog voor goederenvervoer wordt gebruikt. Otsa was het dichtstbijzijnde station. Het ligt 1,5 km ten noordoosten van Tiri. Võru, de grootste stad in de buurt, ligt 13,5 km ten westen van het dorp.

## Geschiedenis
Tiri was een boerderij op het landgoed Bentenhof (Pindi) en heette achtereenvolgens Thiry Martt (1627), Tiro Mertt (1630), Tyri Mert (1638), en Tiry Peter of Tiry Hint (1684}. In 1688 was Tiri onder de naam Tirrikylla een dorp geworden; in 1765 werd het genoemd als Tirri.
Tussen 1977 en 1997 maakte het dorp deel uit van het buurdorp Otsa.